# Casa Consol Grassot
La Casa Consol Grassot és un edifici situat al carrer de Sants, 45-47 de Barcelona, catalogat com a bé cultural d'interès local.

## Història
Va ser projectat el 1902 per l'arquitecte Modest Feu i Estrada per a Consol Grassot.

## Descripció
Es tracta de dues finques amb entrada independent. La planta baixa, d'una alçada força considerable i evidentment superior a la de les altres plantes, permet l'obertura de ventilacions, corresponents al soterrani, en planta baixa, una a cada costat de l'entrada de veïns que, amb tota probabilitat, servien per a l'entrada de carbó. La composició de la façana ja marca la divisió en dues finques; és simètrica respecte a l'eix central que defineix la divisòria i, a cada finca, es repeteix aquest eix de simetria definit per la porteria i la tribuna de la planta principal.
A partir d'aquest punt, l'arquitecte recorregué a una sèrie de solucions compositives, on el tema decoratiu serà d'importància, que diferencien cada planta. Així, a la planta principal es col·loca un balcó corregut per a tota la planta i, destacant d'una manera potent, una tribuna. Aquesta serveix de suport a l'ampli balcó de la planta següent, balcó amb barana de ferro de barrots llisos i sense decoració. Aquests barrots contrasten fortament amb els dels balcons individuals, de planta semicircular, on hi ha unes baranes de ferro de forja absolutament treballades, que creen formes de gran interès. A la tercera planta, tot creant una imatge d'horitzontalitat i com si es tractés d'una sola finca, Modest Feu col·loca de nou un balcó corregut de poca volada, comú als dos edificis, on hi donen un total de setze obertures vuit per a cada finca i quatre per a cada pilar. Damunt de cada obertura i col·locades dintre d'una llinda, es troben les càmeres de ventilació, on la pedra artificial està força treballada i amb originalitat. S'acaba la façana amb el tancament del terrat, formant un coronament a base d'elements esglaonats, units entre ells també per baranes de ferro molt senzilles si tenim en compte el gruix i el treball de les plantes pis. Al mateix temps i també en el terrat, hi ha dos cossos -els relatius a la caixa d'ascensor i escala- la forma dels quals torna a ser esglaonada.